# Унчани
Унчани (хорв. Unčani) — населений пункт у Хорватії, в Сисацько-Мославинській жупанії у складі громади Двор.

## Населення
Населення за даними перепису 2011 року становило 189 осіб.
Динаміка чисельності населення поселення:

## Клімат
Середня річна температура становить 10,95 °C, середня максимальна – 25,50 °C, а середня мінімальна – -6,18 °C. Середня річна кількість опадів – 1029 мм.
| Клімат поселення                              | Клімат поселення | Клімат поселення | Клімат поселення | Клімат поселення | Клімат поселення | Клімат поселення | Клімат поселення | Клімат поселення | Клімат поселення | Клімат поселення | Клімат поселення | Клімат поселення | Клімат поселення |
| Показник                                      | Січ.             | Лют.             | Бер.             | Квіт.            | Трав.            | Черв.            | Лип.             | Серп.            | Вер.             | Жовт.            | Лист.            | Груд.            |                  |
| Середній максимум, °C                         | 6,93             | 9,04             | 13,53            | 17,87            | 22,34            | 25,50            | 24,90            | 24,31            | 20,67            | 15,62            | 9,92             | 5,71             |                  |
| Середня температура, °C                       | 0,38             | 2,50             | 6,96             | 11,29            | 15,78            | 18,95            | 20,63            | 20,04            | 16,41            | 11,36            | 5,66             | 1,43             |                  |
| Середній мінімум, °C                          | −6,18            | −4,06            | 0,39             | 4,74             | 9,23             | 12,39            | 16,37            | 15,78            | 12,16            | 7,10             | 1,38             | −2,82            |                  |
| Норма опадів, мм                              | 66               | 64               | 72               | 86               | 89               | 97               | 90               | 89               | 92               | 97               | 104              | 83               |                  |
| Середньомісячна швидкість вітру, м/с          | 1.52             | 1.72             | 2.10             | 2.02             | 1.86             | 1.70             | 1.66             | 1.52             | 1.51             | 1.55             | 1.58             | 1.62             |                  |
| Середньомісячна сонячна радіація, кДж/м²·день | 4286             | 7149             | 10923            | 15378            | 19541            | 21670            | 22984            | 19932            | 14759            | 9139             | 4835             | 3557             |                  |
| --------------------------------------------- | ---------------- | ---------------- | ---------------- | ---------------- | ---------------- | ---------------- | ---------------- | ---------------- | ---------------- | ---------------- | ---------------- | ---------------- | ---------------- |
| Джерело:                                      |                  |                  |                  |                  |                  |                  |                  |                  |                  |                  |                  |                  |                  |